# Navia cretacea
Navia cretacea är en gräsväxtart som beskrevs av Lyman Bradford Smith. Navia cretacea ingår i släktet Navia och familjen Bromeliaceae. Inga underarter finns listade i Catalogue of Life.